# San Tommaso in Parione
San Tommaso in Parione ist eine römisch-katholische Kirche und ehemalige Titelkirche in Rom. Sie ist neben Santo Stefano degli Abissini ein von zwei äthiopischen Nationalkirchen. Die Gottesdienste werden im Äthiopischen Ritus gefeiert, der wie der Koptische Ritus aus dem Alexandrinischen Ritus hervorging. Die Verantwortung für die Kirche trägt der Zisterzienserorden. Dieser unterhält in Äthiopien und Eritrea mehrere Kirchen. Gegenwärtiger Priester ist Pater Mehari Habtai Ghebremedhin OCist aus Eritrea, welcher mit seinen Mitbrüdern die Seelsorge durchführt. Sie wird von der Äthiopisch-katholischen Kirche, welche in voller Gemeinschaft mit der römisch-katholischen Kirche steht, genutzt.

## Geschichte

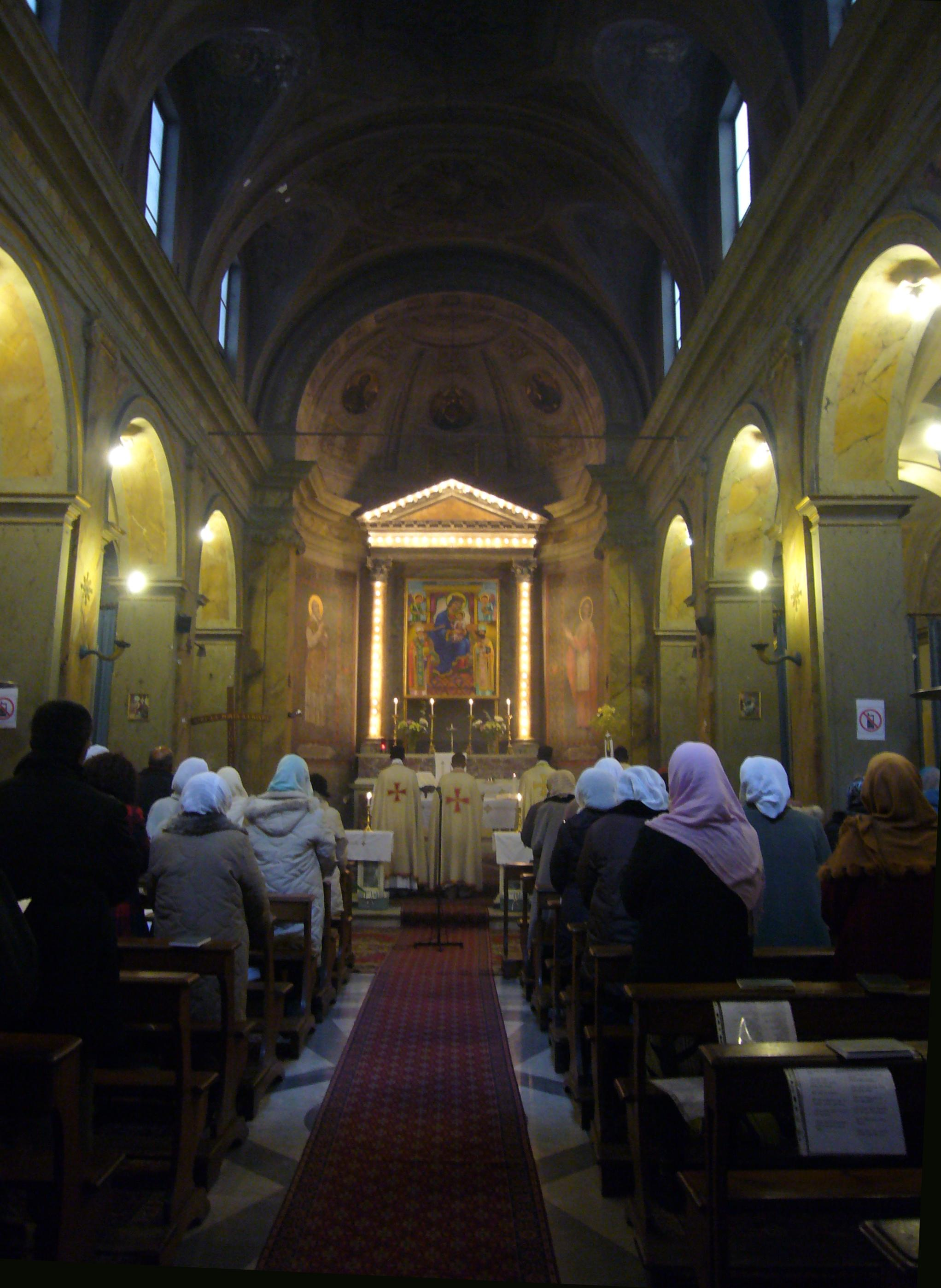
Innenansicht

Die Kirche wurde 1139 erstmals in Zusammenhang mit einer (Wieder-)Weihe erwähnt. Vermutlich wurde die Kirche erweitert oder wiederaufgebaut und die Gründung fand im 10. bzw. frühen 11. Jahrhundert statt, wie die anderer kleiner Pfarrkirchen, die zur selben Zeit in den Vororten von Rom gebaut wurden. Anfangs war sie als Pfarrkirche und 1186 als abhängig von San Lorenzo in Damaso geführt.
1561 wurde St. Philipp Neri hier zum Priester geweiht.
Die heutige Kirche ist ein Wiederaufbau durch Francesco Capriani aus dem Jahr 1582. Bezahlt haben ihn die beiden Laien Mario und Camillo Cerrini.
Im frühen 19. Jahrhundert, während der französischen Belagerung, verfiel die kleine Pfarrkirche. 1848 wurde sie durch Antonio Cipolla renoviert, dabei entkernte er das Gebäude.
1906 verlor die Kirche ihren Status als Pfarrkirche an Santa Maria in Vallicella (Chiesa Nuova), da sie zu klein geworden war.
70 Jahre lang wurde sie kaum benutzt. Dann wurde sie Heimat einer eritreischen Lobpreisgemeinschaft.
Seit ca. 1980 kommen viele Zuwanderer aus Äthiopien und Eritrea nach Rom. Dadurch entstanden mehrere Auswanderergemeinden. Weil die zweite Nationalkirche Santo Stefano degli Abissini im Vatikan innerhalb des Sicherheitsbereichs liegt und damit die meiste Zeit unzugänglich ist, haben die Auswanderergemeinden ihren Sitz in San Tommaso. Deshalb wird sie mittlerweile auch als Nationalkirche und Kirche des Äthiopischen Ritus geführt. Der Römische Ritus wird gewöhnlich nicht mehr zelebriert.

## Kardinalpriester
San Tommaso wurde am 10. Juli 1517 Titelkirche. Die Aufgabe eines Kardinalpriesters, für die Seelsorge in seine Titelkirche die Aufsicht zu führen, wurde von den Amtsträgern dieser Kirche meist vernachlässigt. 1914 wurde der Titel vakant und am 18. Dezember 1937 wurde er durch Papst Pius XI. aufgehoben; am gleichen Tag wurde Santa Maria in Vallicella, welche auch den Status als Pfarrkirche schon übernommen hatte, zur Titelkirche erhoben. Für die dazugehörigen Kardinalpriester siehe: Liste der Kardinalpriester von San Tommaso in Parione